# دریای آرژانتین

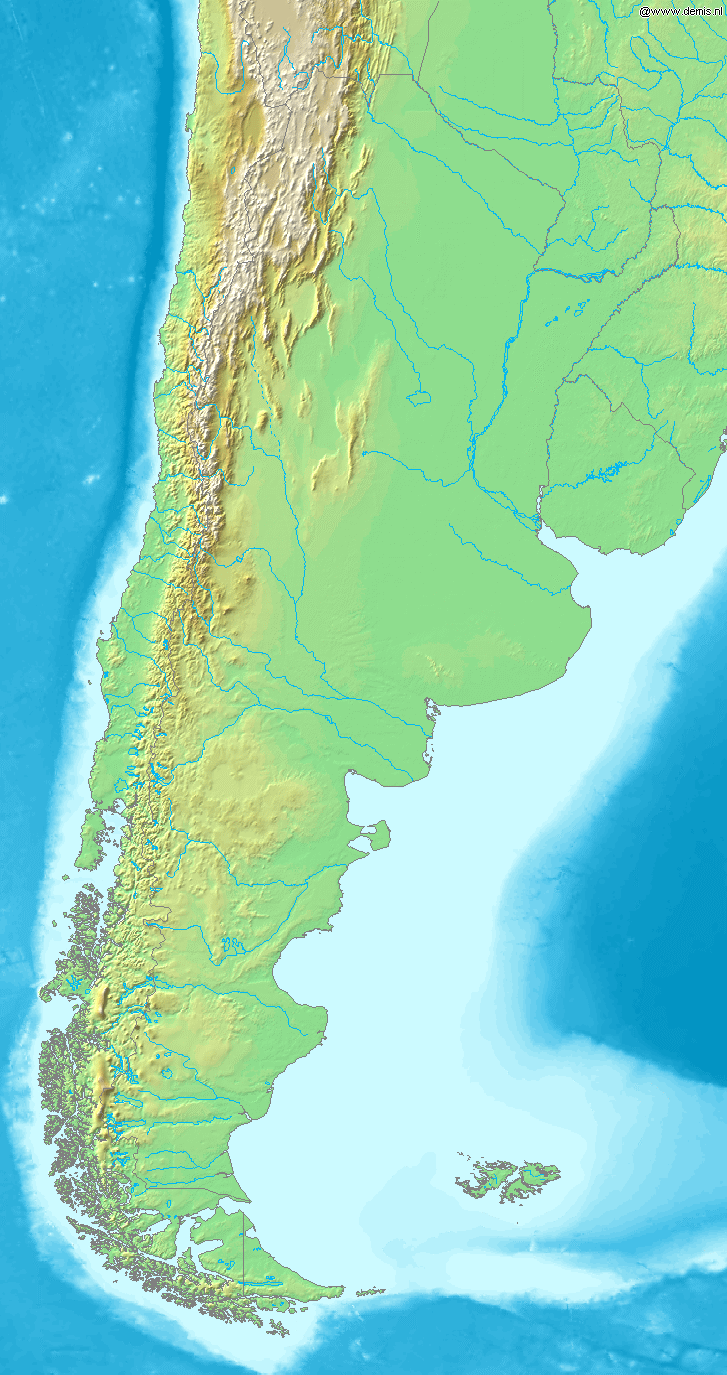
موقعیت دریای آرژانتین در شرق سواحل آرژانتین

دریای آرژانتین (به اسپانیایی: Mar Argentino) نامی است که در آرژانتین به بخشی از آب‌های اقیانوس اطلس جنوبی گفته می‌شود که در مجاورت فلات قارهٔ آرژانتین قرار گرفته‌است. این دریا کم‌عمق بوده و میانگین ژرفای آن ۲۰۰ متر است و مساحتی در حدود ۹۴۰٬۰۰۰ کیلومتر مربع شامل منطقه‌ای از مدخل ریو دلا پلاتا در شمال تا جزیره استاتن در جنوب و از سواحل آرژانتین تا جزایر فالکلند را پوشش می‌دهد. این دریا دارای خطی ساحلی به طول ۴۷۲۵ کیلومتر است و پهنای آب‌های آن از ۲۱۰ کیلومتر در مجاورت مار دل پلاتا تا ۸۵۰ کیلومتر در نزدیکی جزایر فالکلند متغیر است. همچنین از دریای آرژانتین به‌عنوان مرزی سیاسی یاد می‌شود.